# Joaquín Erviti Lazcano
Joaquín Erviti Lazcano (Estella, 12 de octubre de 1912 - Pamplona, 21 de marzo de 1999) fue un sacerdote católico español, miembro de la Orden de los Clérigos Regulares pobres de la Madre de Dios de las Escuelas Pías que trabajó gran parte de su vida como parvulista del Colegio de los Escolapios en Pamplona y publicó libros para ayudar a la enseñanza a los más pequeños como Chiquitín, Enciclopedia infantil, Dibujos y letras o Sonrisas.
Desde 2004, está en proceso de beatificación por la Iglesia católica.

## Biografía
Joaquín Erviti Lazcano nació en Estella (Navarra) el 12 de octubre de 1912. Realizó la toma de hábito el 13 de octubre de 1927 en Peralta de la Sal (Huesca; lugar de nacimiento de San José de Calasanz). La profesión simple la realizó el 14 de octubre de 1928 en el mismo lugar.
Cursó estudios de Filosofía en Irache (Navarra) y de Teología y asignaturas educativas complementarias en Albelda de Iregua (entonces provincia de Logroño).
Finalizó sus estudios en 1933 y el 26 de diciembre de ese año es destinado a Pamplona, donde los escolapios estrenaron el año anterior un nuevo Colegio para la escuela fundada en 1894. Se estrenó como profesor de párvulos en 1934, clase en la que permanecería hasta 1970 salvo por parte del año 1943, en el que dio clases de bachillerato.
El 25 de marzo de 1935 realiza la profesión solemne y 14 de junio de 1936 es ordenado sacerdote en Pamplona por monseñor Marcelino Olaechea. El 1 de enero de 1937 es unido a las filas nacionales en la guerra civil española, realizando sus labores pastorales como capellán castrense de Pelayos y, en el Regimiento Oviedo, en los frentes de Granada, Extremadura, Córdoba y Batalla del Ebro.
Tras la guerra volvió a la enseñanza de párvulos, momento en el que, debido a las buenas cualidades, le fue comisionado junto a Pedro Díez Gil por la editorial Compañía Bibliográfica la confección de unas cartillas de enseñanza que acabarían convirtiéndose en Chiquitín, con tiradas desde 1947 hasta 1977. Más tarde realizaría otras obras para la enseñanza infantil como Enciclopedia infantil, Dibujos y letras o Sonrisas.
Su abnegación a la enseñanza de párvulos durante tantos años le hizo que fuese calificado como el primer maestro «de media Pamplona».
Falleció en Pamplona el 21 de marzo de 1999. El 11 de abril de 2008 fue nombrado el relator de la Causa de beatificación y canonización.